# Get Even
Get Even – gra komputerowa utrzymana w konwencji dreszczowca, przedstawiona z perspektywy pierwszoosobowej, stworzona przez polskie studio The Farm 51. Gra została wydana 23 czerwca 2017 roku na platformach Microsoft Windows, PlayStation 4 oraz Xbox One. Światowym wydawcą gry jest Bandai Namco Entertainment.

## Fabuła
Gracz wciela się w prywatnego detektywa Cole'a Blacka, który budząc się w zniszczonym szpitalu psychiatrycznym, nie pamięta swojej przeszłości, poza próbą ratowania pewnej dziewczyny z przypiętym do jej ciała ładunkiem wybuchowym. Korzystając z hełmu wirtualnej rzeczywistości, który jest w stanie pokazać mu wspomnienia z przeszłości, Cole wyrusza w głąb swojego umysłu celem poznania raz jeszcze wydarzeń z przeszłości i ich zrozumienia. Ma do dyspozycji broń oraz telefon komórkowy, który pomaga mu zdobywać informacje oraz rozwiązywać łamigłówki.

## Produkcja
Pierwsze informacje o grze pojawiły się w styczniu 2014 roku, a pierwotnie jej premiera była zapowiedziana na 2015 rok. W 2016 na targach gamescom został zaprezentowany zwiastun gry.
Kompozytorem ścieżki dźwiękowej do gry z dziewiętnastoma utworami jest Olivier Deriviere, autor muzyki do takich gier jak np. Alone in the Dark czy ObsCure.
W grze zastosowano na dużą skalę technologię fotogrametrii, czyli trójwymiarowego skanowania rzeczywistych lokacji i postaci. Technologia ta rozwijana jest w siedzibie studia w ramach projektu Reality 51, we współpracy z placówkami naukowo-badawczymi i niezależnymi specjalistami.